# 中原街道
中原街道，是中华人民共和国湖北省襄阳市樊城区下辖的一个乡镇级行政单位。

## 行政区划
中原街道下辖以下地区：
前进路社区、茂盛小区社区、建新路社区、陈家营社区、雄风社区、云集路社区、董家台社区、春园东路社区、洪家沟社区、幸福小区社区和襄铁社区。